# Tony Carbajal
Tony Carbajal (Cidade do México, 20 de agosto de 1921 – 4 de outubro de 1995) foi um ator mexicano.

## Filmografia

### Televisão
- Sueño de amor (1993) .... Anselmo
- Milagro y magia (1991) .... Roque
- Destino (1990) .... Dr. Montoya
- El rincón de los prodigios (1988) .... Padre Agustín
- Chespirito (1987) .... Doutor
- Yesenia (1987) .... Ramón
- Lista negra (1986) .... Pablo
- Un solo corazón (1983)
- Amor ajeno (1983) .... Oscar Enríquez
- Acompáñame (1977) .... Dr. Beltrán
- La venganza (1977) .... Dupré
- Rina (1977) .... Agente Ministerio Público
- Barata de primavera (1975) .... Arturo de la Lama
- El manantial del milagro (1974) .... Agustín
- La hiena (1973) .... Abelardo Solís
- El Cristo negro (1971)
- Central de emergencia (1964)
- El crisol (1964)
- La doctora (1964)
- Gabriela (1964) .... Francis
- Lo imperdonable (1963)
- Pablo y Elena (1963)
- La gloria quedó atrás (1962)
- No basta ser médico (1961)
- La sospecha (1961)
- Murallas blancas (1960)
- Secretaria o mujer (1960)
- La casita del odio (1960)

### Cinema
- Cargamento prohibido (1966)
- El señor doctor (1965) .... Dr. Pablo Montero
- Los hijos que yo soñé (1965)
- Of Love and Desire (1963) .... Dr. Renard
- Los secretos del sexo débil (1962)
- Y Dios la llamó Tierra (1961)
- Confidencias matrimoniales (1961)
- Matrimonios juveniles (1961)
- La hermana blanca (1960)
- El tesoro de Chucho el Roto (1960)
- Isla para dos (1959)
- Ten Days to Tulara (1958)  .... Francisco
- Locos por la televisión (1958)
- Música y dinero (1958)
- Pepito y los robachicos (1958)
- Locura musical (1958)
- ¡Viva el amor! (1958)
- El último rebelde (1956)
- A Woman's Devotion (1956) .... Sargento
- Comanche (1956)  .... Serpente
- The treasure of Pancho Villa (1955) .... Farolito
- A Life in the Balance (1955)  .... Pedro
- La gitana blanca (1954)
- Traigo mi 45 (1952)
- Salón de baile (1952)

## Prêmios e indicações

### TVyNovelas
| Ano  | Categoria             | Telenovela      | Resultado |
| ---- | --------------------- | --------------- | --------- |
| 1992 | Melhor ator principal | Milagro y magia | Venceu    |